# Креспи, Даниэле
Даниэле Креспи (итал. Daniele Crespi; 1598, Бусто-Арсицио — 1630, Милан) — итальянский живописец, рисовальщик и гравёр эпохи барокко ломбардской школы. Он считается одним из самых оригинальных художников, работавших в Милане в 1620-х годах. Даниэле Креспи отошёл от экспрессивной манеры ломбардского маньеризма в пользу раннего барочного стиля, отличавшегося ясностью формы и содержания. Плодовитый исторический живописец, он также известен своими портретами.

## Биография
Даниэле Креспи был представителем семьи художников, родом из Бусто Арсицио в области Ломбардия, к которой принадлежал и один из его учителей Джованни Баттиста Креспи, известный как «Черано». Основными художественными влияниями стали академический стиль Камилло Прокаччини, более маньеристская манера Черано и натурализм Пьера Франческо Маццуккелли, известного как Мораццоне. В меньшей степени его вдохновляли работы Джованни Андреа де Феррари, Рубенса, Ван Дейка и испанских художников, таких как Сурбаран. В своих последних картинах Креспи постепенно отдалялся от манеры, в которой он воспитывался, приближаясь к академизму, берущему начало в болонской школе Карраччи.
Согласно найденным документам, Даниэле Креспи создал образы четырёх евангелистов в церкви Сан-Витторио-аль-Корсо в Милане, датированные 1619 годом. Среди первых произведений известны росписи в капелле Святого Антония.
Мастерство молодого художника заметили, и он начал получать заказы на портреты от богатых церковных и светских заказчиков, среди которых выделялся кардинал Федерико Борромео. Так, для новой церкви Сант-Алессандро-ин-Зебедия он создал «Поклонение волхвов», а для капеллы Иоанна Крестителя алтарь — «Казнь Иоанна Крестителя». К раннему периоду творчества Даниэле Креспи относят также росписи капеллы Благовещения в церкви Сант-Эусторджо в Милане.
Вероятно, при содействии кардинала Борромео в 1621 году Даниэле Креспи зачислили в Академию Амброзиана, основанную кардиналом под руководством художника Черано (1573—1632).
Кроме библейских сюжетов художник обращался и к созданию портретов, среди них — «Неизвестный бородач» (Изола-Белла), «Автопортрет» (Уффици, 1627), «Хирург Энео Фиораванти» (Кастелло-Сфорцеско), Антонио Ольджиати (Милан), Манфредо Сеттала (Пинакотека Амброзиана).
Среди лучших произведений зрелого периода — цикл картин для церкви Санта-Мария-делла-Пассионе, второй крупнейшей церкви в Милане после Миланского собора. Среди них «Христос и ангел», «Распятие», «Христа снимают с креста», «Святой Карло Борромео в дни поста». Последняя картина удивляла аскетизмом и желанием художника создать образ святого в качестве примера католических добродетелей. О добродетели раннего христианства напоминала и картина, созданная на дверце для органа церкви — «Христос омывает ноги апостолам».
Нестарый ещё художник умер в июле 1630 года во время эпидемии чумы в Милане.

## Галерея

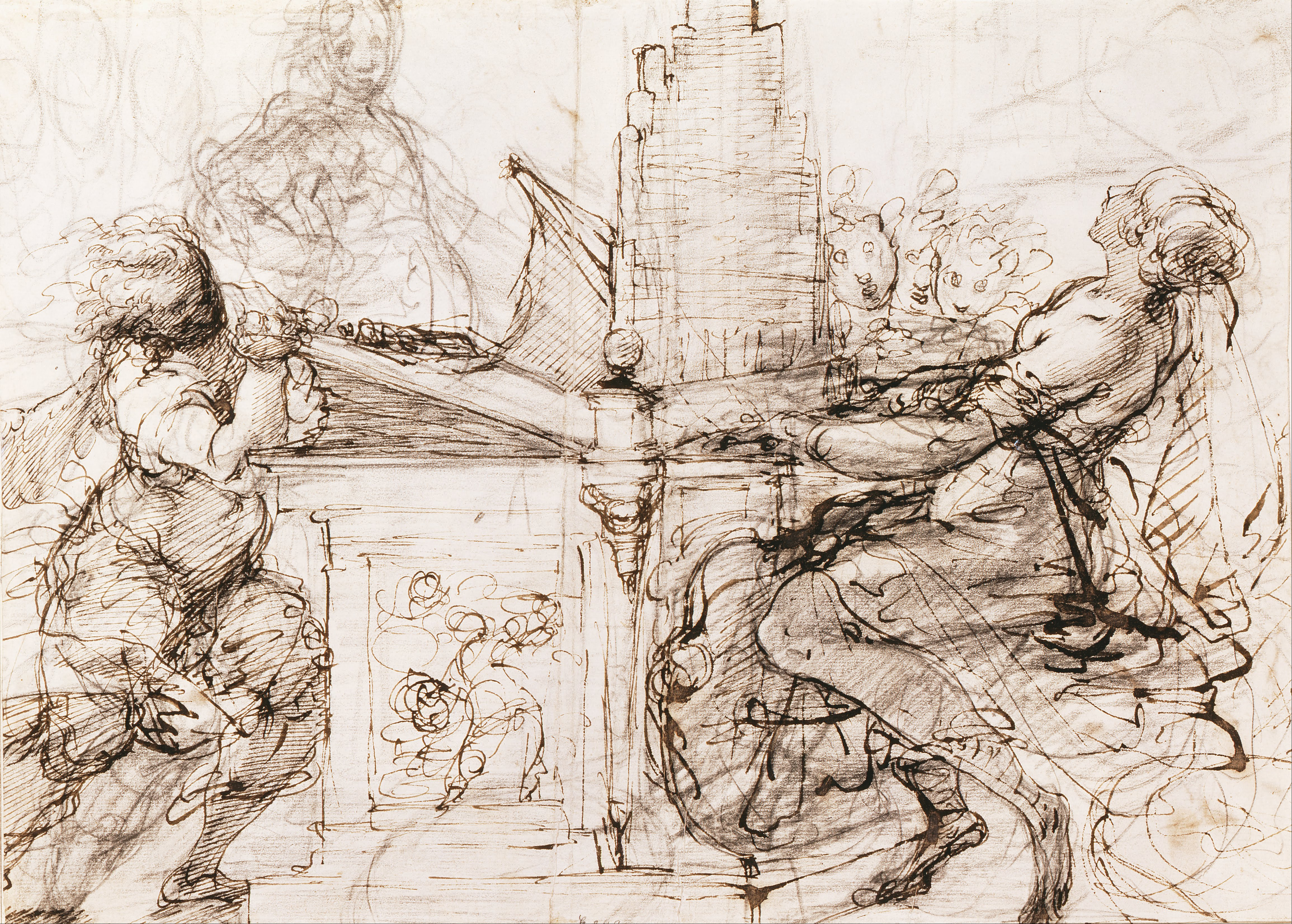
Святая Цецилия, играющая на органе. Эскиз. 1620-е. Бумага, тушь, перо. Музей изобразительных искусств, Будапешт
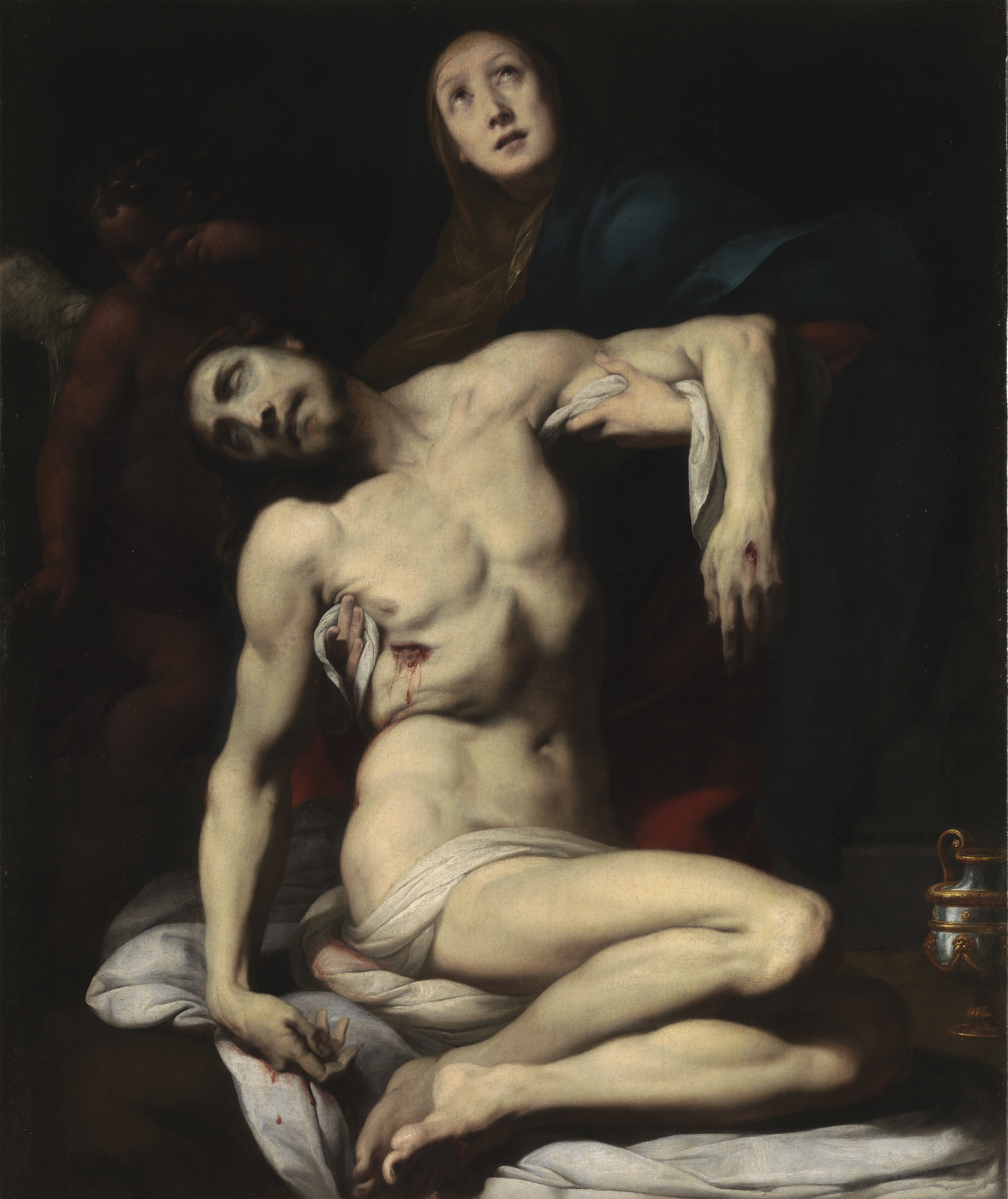
Пьета. 1626. Холст, масло. Прадо, Мадрид
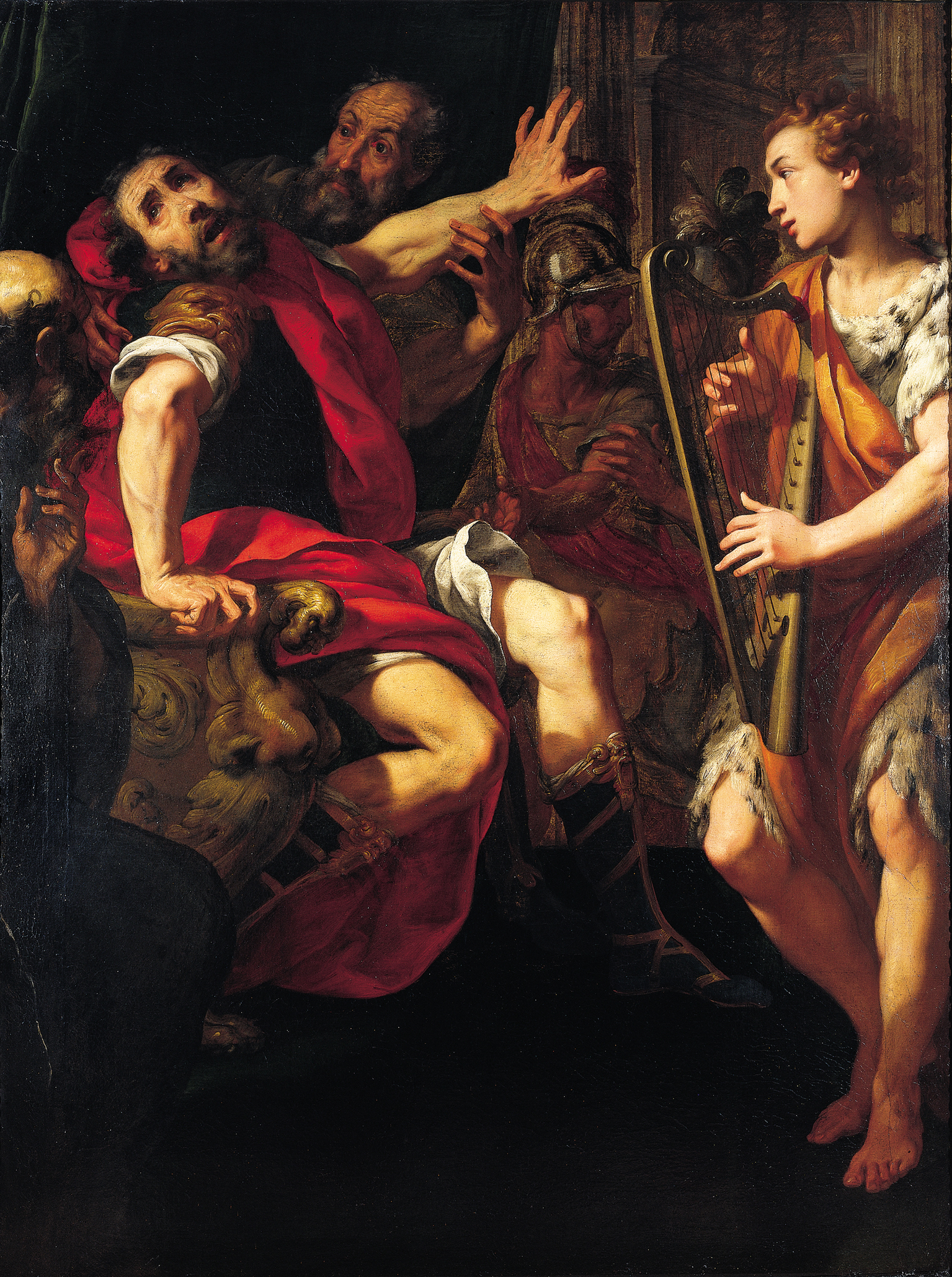
Давид играет на арфе перед царём Саулом. Между 1625 и 1626. Холст, масло. Частное собрание
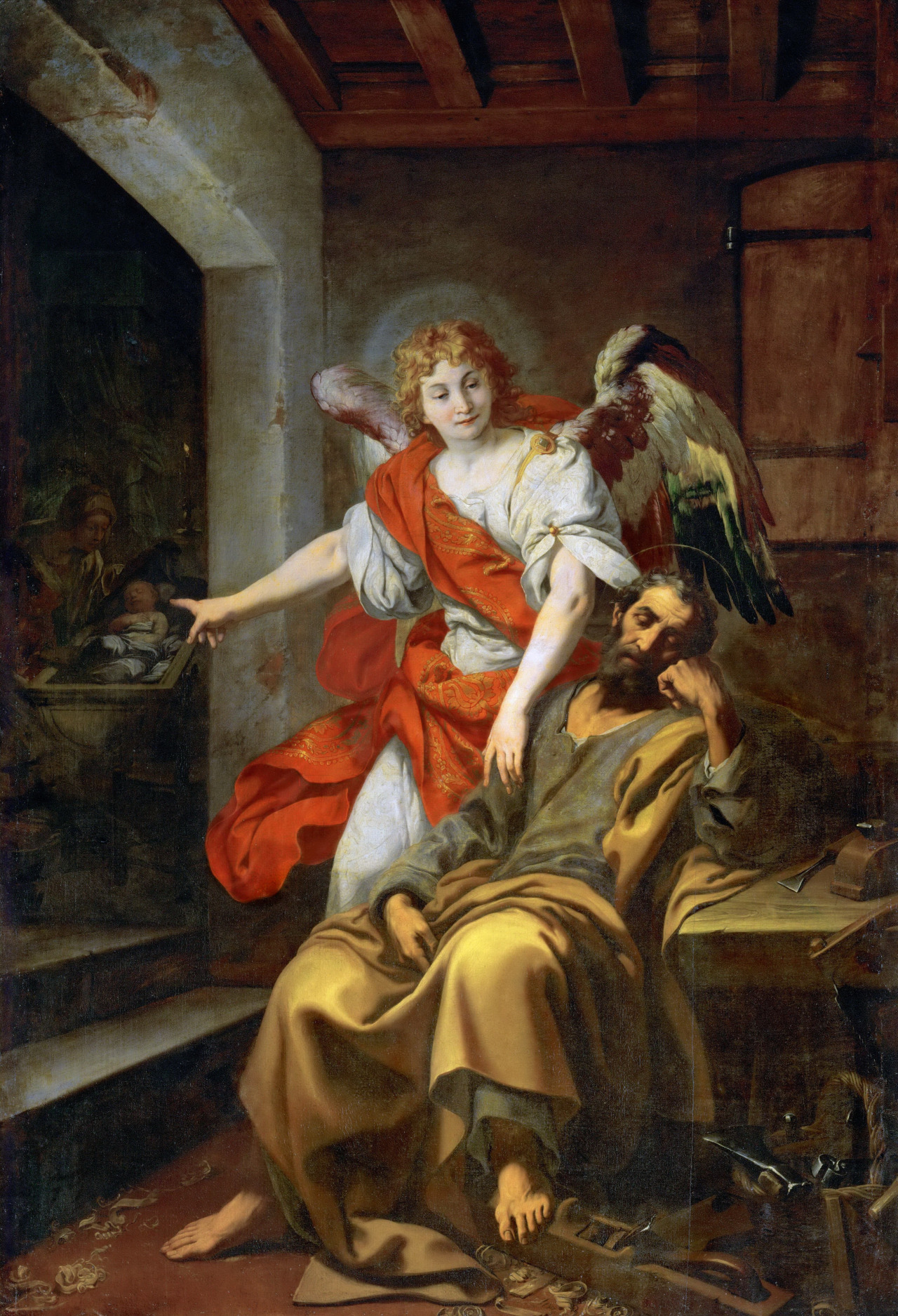
Сон Святого Иосифа. Между 1620 и 1630. Холст, масло. Музей истории искусств, Вена
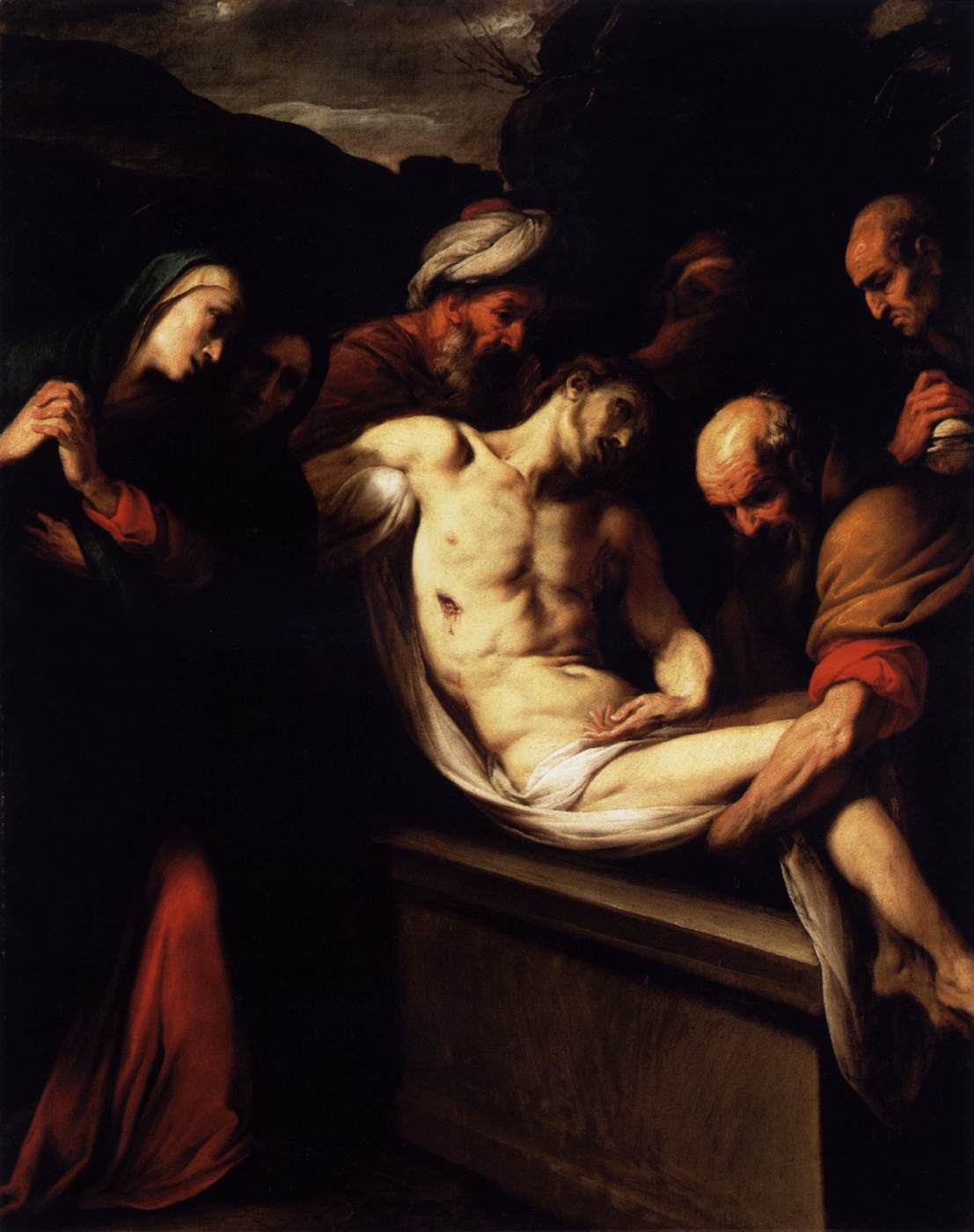
Положение во гроб. 1620-е. Холст, масло. Музей изобразительных искусств, Будапешт
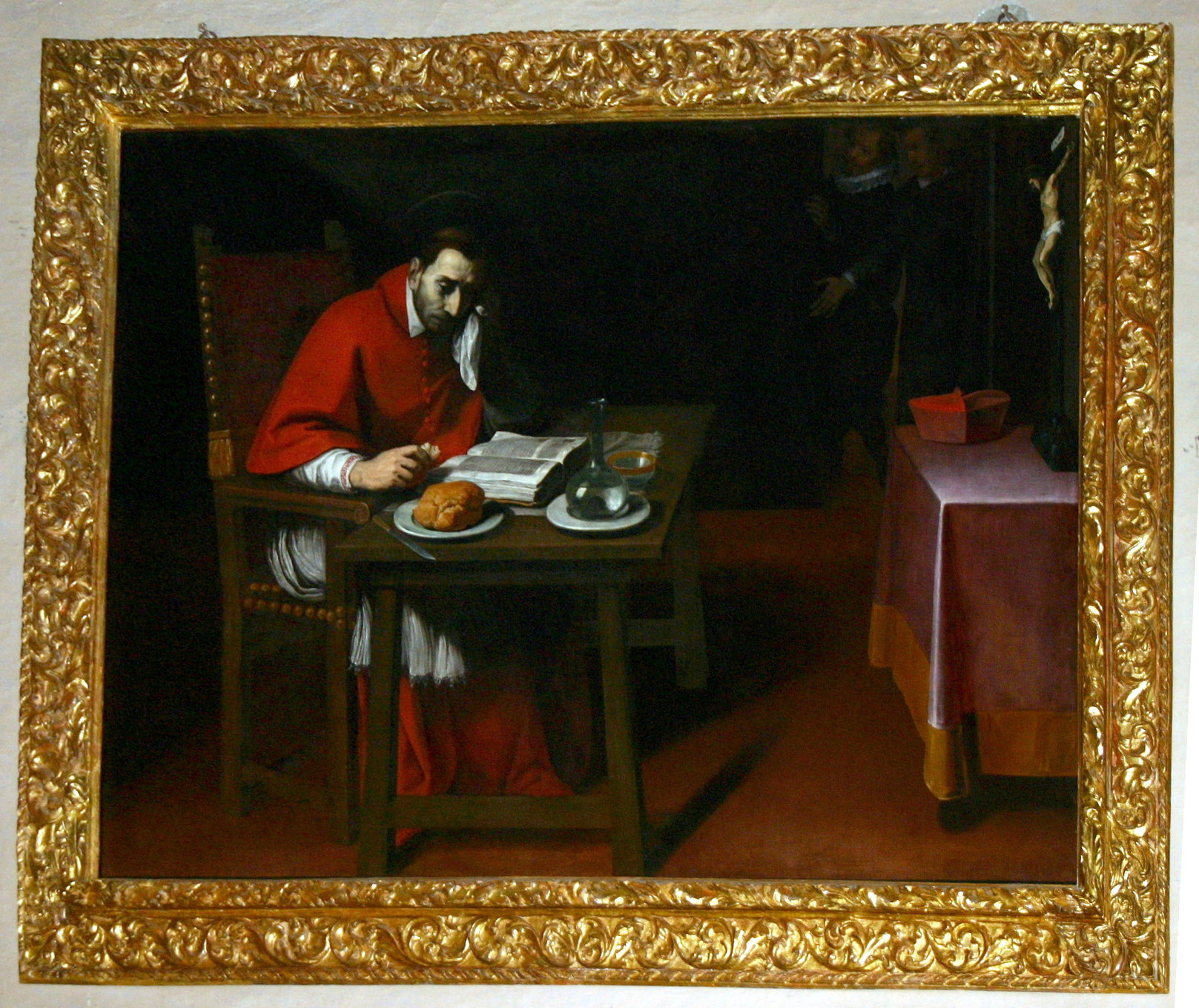
Пост Святого Карло Борромео. Церковь Санта-Мария-делла-Пассионе, Милан
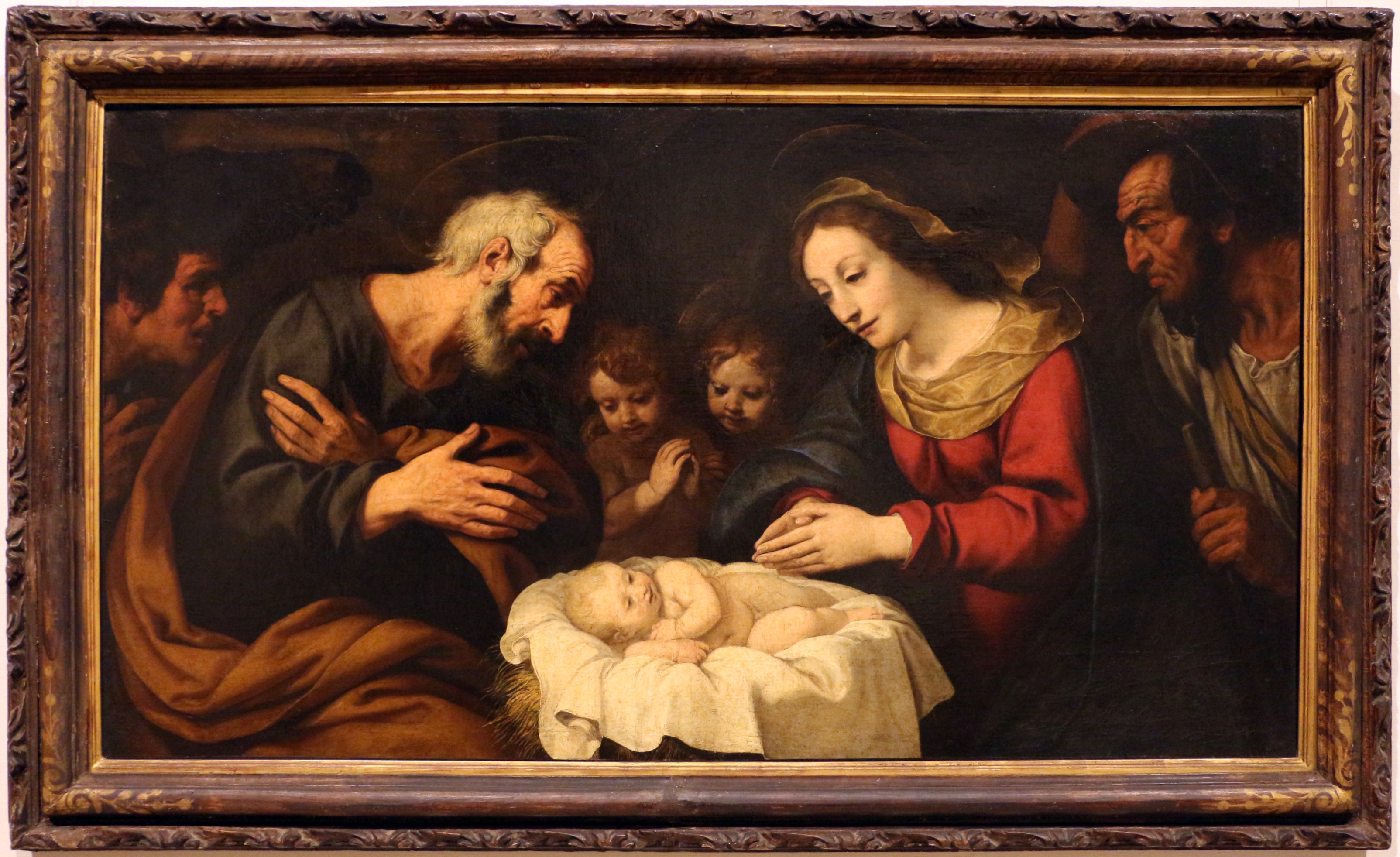
Поклонение пастухов. Между 1623 и 1625. Холст, масло. Кастелло Сфорцеско, Милан